# ユベルティーヌ・オークレール
ユベルティーヌ・オークレール (Hubertine Auclert; 1848年4月10日 - 1914年4月8日) は、フランスのジャーナリスト、作家、フェミニストであり、第一波フェミニズムの女性参政権運動家として活躍し、『女性市民』紙を創刊した。また、フェミニズムという言葉を初めてポジティブな意味で公に使用したことでも知られる。
オークレールは「フランスのサフラジェット」と呼ばれることがある。ただし、英国の女性が参政権を獲得したのは1918年、フランスではこの26年後の1944年のことである。

## 背景
ユベルティーヌ・オークレールは1848年4月10日、裕福な自作農ジャン・バティスト・オークレール (1803-1861) の7人の子の第5子、マリー・アンヌ・ユベルティーヌ・オークレールとしてサン＝マルセル＝アン＝ミュラ（アリエ県、オーヴェルニュ＝ローヌ＝アルプ地域圏）の小村ティリーに生まれた。ジャン・バティスト・オークレールはティリーの村長であった。共和派であった彼は、1852年にルイ・ナポレオンが皇帝に即位して（ナポレオン3世）第二帝政が敷かれると、これを激しく批判し、解任された。母は当時の偏見をものともせず未婚の母を支援する活動を行っていた。
早くに両親を亡くしたオークレールは、兄により聖ビンセンシオ・ア・パウロの愛徳姉妹会に送られた。イエス・キリストを「革命家」として敬愛していたオークレールはこれを喜んだが、修道院長らは彼女のこうしたキリスト教観に驚愕し、受け入れを拒否した。オークレールはすでに子どもの頃から恵まれない人々に対して深い共感を示し、貧しい家庭ではジャムが手に入らないからという理由でジャムを食べるのを拒んだこともある。後の女性解放運動の根底にあるのは、こうした最も弱い者への共感である。実際、父の遺産の相続分を受けて経済的に自立すると、その大半を恵まれない女性たちの支援に充て、1870年に普仏戦争が勃発すると、兵士の境遇の改善に多少なりとも貢献したいと思い、資金集めに奔走した。また、天然痘患者の介護にも献身的にあたった。

## 国際女性の権利会議

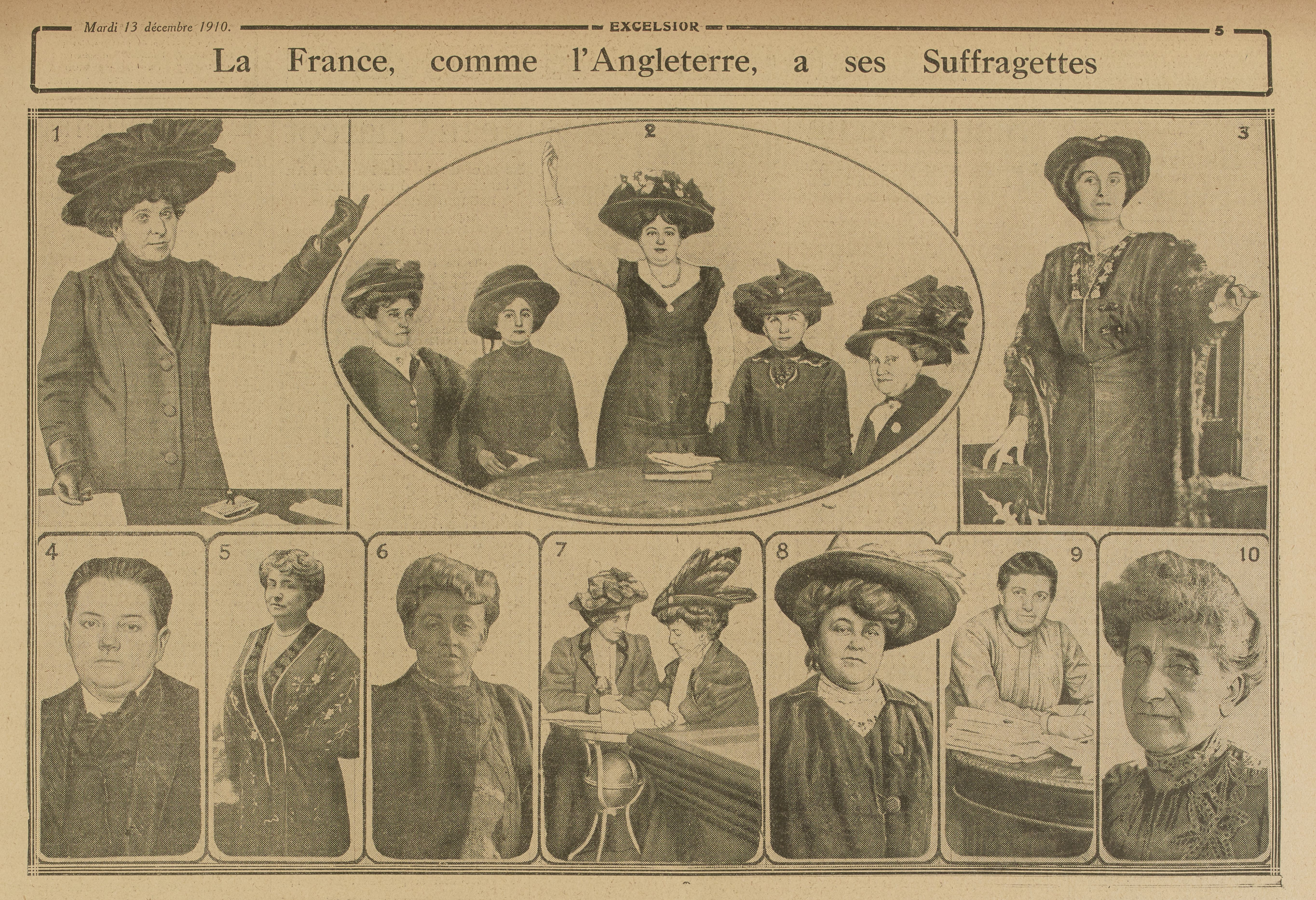
1910年12月13日付『エクセルシオール』紙《英国同様、フランスにもサフラジェットがいる》1. ユベルティーヌ・オークレール 2. (中央) エレーヌ・クラトフ 3. ネリー・ルーセル 4. マドレーヌ・ペルティエ 5. マルグリット・デュラン 6. カロリーヌ・コフマン 7. マリア・ヴェローヌ/ジャンヌ・ラロエ 8. ガブリエル・シャピュイ 9. ジャンヌ・オド＝ドフルー 10. アヴリル・ド・サント＝クロワ

1869年、ジャーナリスト・女性解放運動家のレオン・リシェとマリア・ドレームが『女性の権利』紙を創刊。1871年に『女性の未来』紙に改名された。同紙に掲載された支援者ヴィクトル・ユーゴーの書状がオークレールの方向を決定づけた。1804年のナポレオン民法典では、既婚女性は未成年者や禁治産者と同じような扱いであったが、ユーゴーは「法により未成年者と呼ばれる者は実際には奴隷である」と書いていたからである。オークレールは早速入会し、1876年に、「女性は二月革命 (1848年) を起こした労働者や農民と同じように、自らの権利を要求するべきである、支配者（男性）が自ら進んで「特権」を放棄するなどというナイーブな考えは捨てて、女性自身が闘わなければならない。「新たな時代」を切り開くためには、男性が女性に協力しなければならない」と訴える記事を複数の新聞に掲載した。

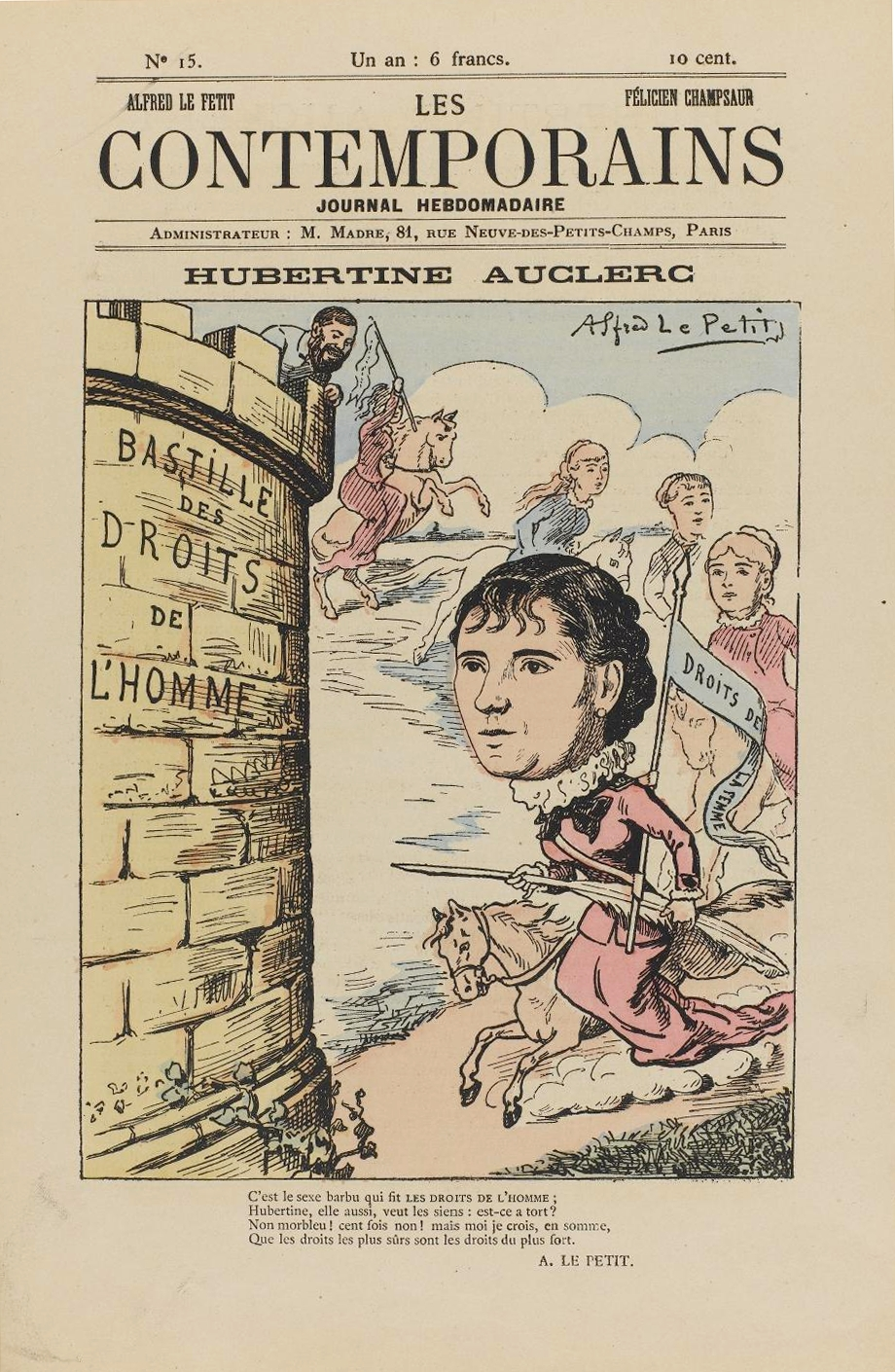
アルフレッド・ル・プティによるユベルティーヌ・オークレールの風刺画 - 風刺新聞『レ・コンタンポラン』第15号 (1881年)。

一方、リシェがドレームの支援を得て1870年に結成した女性の権利協会は、1874年にニューヨークで結成された国際女性連盟と連携し、国際会議を開催することになった。第1回国際女性の権利会議は『女性の未来』紙の主催により1878年にパリで開催された。5つの分科会により構成され、ドイツ（アルザス＝ロレーヌ）、英国、米国、ベルギー、ブラジル、フランス、イタリア、ルーマニア、オランダ、ロシア、スイスから219人（うち男性113人）が参加した。女性の権利・地位に関する多くの問題が取り上げられたが、オークレールが最も重要であると考えていた参政権の問題は議題に挙がっていなかった。実際、当時の「女性の未来」の主張は、男女が平等に扱われることで女性が「より良い教育を受け、より良い仕事に就く」ことができるために、「妻および母としての義務をより良く果たすことができる」という保守的なものであり、リシェとドレームは市民権の拡大を優先し、参政権の問題には触れたくないと考えていた。そこでオークレールは「女性の参政権、もしくは国際女性会議で取り上げられない問題」と題するパンフレットを作成し、配布した。「女性は男性に情けを乞う乞食であり、自由な男性により構成される国民国家において、900万人もの成人女性が奴隷国家を形成している。共和国の理念に従うなら、女性は男性と同じように納税しているのだから、同じ権利があるはずである。男性にのみ選挙権を与える家族主義によっては、代表性（したがって民主主義）は保障されない。女性に選挙権、被選挙権、女性を解放するすべての権利を与えるべきである」という趣旨である。

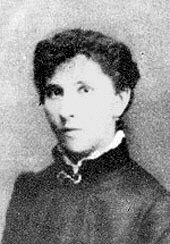
ユベルティーヌ・オークレール 1890年頃

パリ会議の14か月後にマルセイユで第2回国際女性の権利会議が開催され、ここではオークレールも分科会「社会主義労働者会議」で「男女の政治的・社会的平等」について発表する機会を得た。彼女は「男性の女性に対する差別は、中産階級の労働者階級に対する抑圧と同じである」とし、女性の「教育の機会、思想・良心の自由、表現の自由、行動の自由、経済的自立」の必要性を訴えた。この演説は大成功であった。オークレールは労働者階級が政治の担い手となる可能性を示したとして、ジュール・ゲードに例えられるほどであった。さらにこれを契機に「ベルヴィルの女性労働者」など女性の労働組合が結成され、レストラン「ブイヨン・デュヴァル」の女給のストライキをはじめとする女性労働者のストライキが行われるようになり、女性の権利会議の運営委員会でも女性が事務局、広報、会計など重要な役割を担うようになった。

## 自由思想
反教権主義者のオークレールは自由思想運動に参加し、自由思想家として市庁舎で行われる結婚式で演説し、妻の夫への服従を強いる法律を批判した。このため、セーヌ県のフェルディナン・エロルド知事が自由思想家による結婚式での演説を禁止。オークレールは1880年に自由思想運動から追放されることになった。彼女の思想を「先進的だ」とした自由思想家らに失望し、今度は「フランス国民はすべて有権者である」と規定した1848年憲法第6条により、「権利なくして義務なし、義務なくして権利なし」を標榜していた女性の権利協会の他の会員とともに選挙候補者名簿への登録を希望したが、これもまた拒否され、「フランス人に課せられるすべての義務を履行し、権利の剥奪につながるような有罪判決を受けたわけではないにもかかわらず」、拒否されたのはひとえに女性であるためであり、これはかつて貴族でも聖職者でもない者が排除されたのと同じであり、かつ、現行法により男性が夫婦を代表して投票するために既婚女性の投票を認められないというのであれば、未婚者である彼女の権利を奪い、しかも課税するのは「詐欺である」と論じた（1880年2月11日付『リュニオン』紙）。こうして同年、税金不払いのストライキを行ったところ、大々的に報道されたため、これを機に「女性なしに国が機能するかどうか試してみよう」と女性たちにストライキへの参加を呼びかけた。最終的には税金を支払ったが、彼女はこのストライキから報道機関に訴えるという方法があることを知った。

## 『女性市民』紙

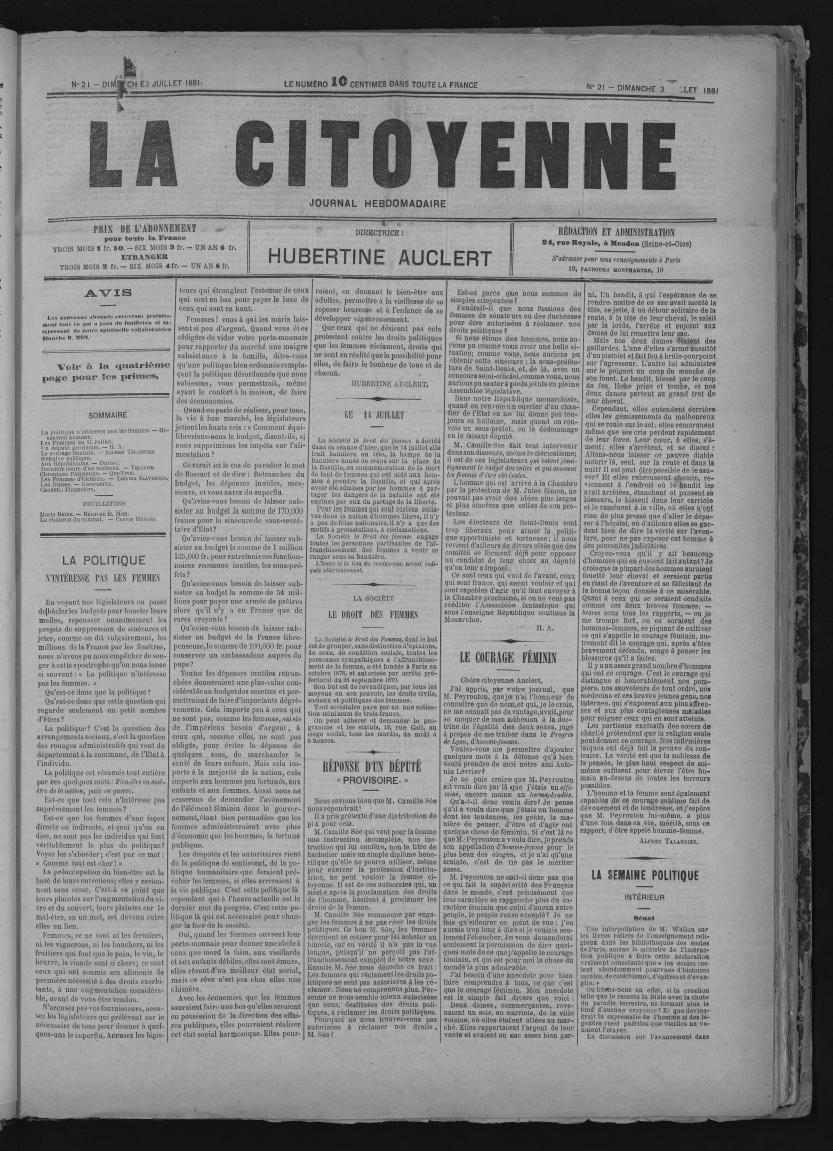
『女性市民』紙

以後、女性たちに解放を促し、女性解放の思想を広めるために、パリやその他のフランスの大都市、ブリュッセルなどで市町村の主催による講演会を行い、請願書やパンフレットを次々と発表した。さらに、1881年2月13日に女性だけでなく男性も対象とし、男性の記者も参加するフェミニズム新聞『女性市民』紙を創刊した。オークレールは社説を本名で、他の記事はジャンヌ・ヴォワトゥーの筆名で執筆し、女性には、男性が女性の政治参加を拒むことで作り上げた依存関係からの解放を説き、男性には、女性が「舵取り」をして初めて男性の自由が保障され、真の民主主義が築かれると説いた。1881年の市町村議会議員選挙以降は『女性市民』紙で直接有権者に呼びかけ、候補者が「女性の権利に賛成か反対かによって誠実な男性か野心的な男性かを見分けることができる」などの「共和派選挙計画」のための「基準」を作成して掲載したり、自由思想家が再び市庁舎で行われる結婚式で演説するようになったことを知るとセーヌ県の新知事宛に「フェミニスト」の権利を認めるよう要求する書状を掲載したり、夫婦間暴力の問題を取り上げ、「共和国の欺瞞のあらわれ」であるとして「奴隷によって個人差のある自由」と題する記事を掲載したりと、積極的に世論に訴えた。

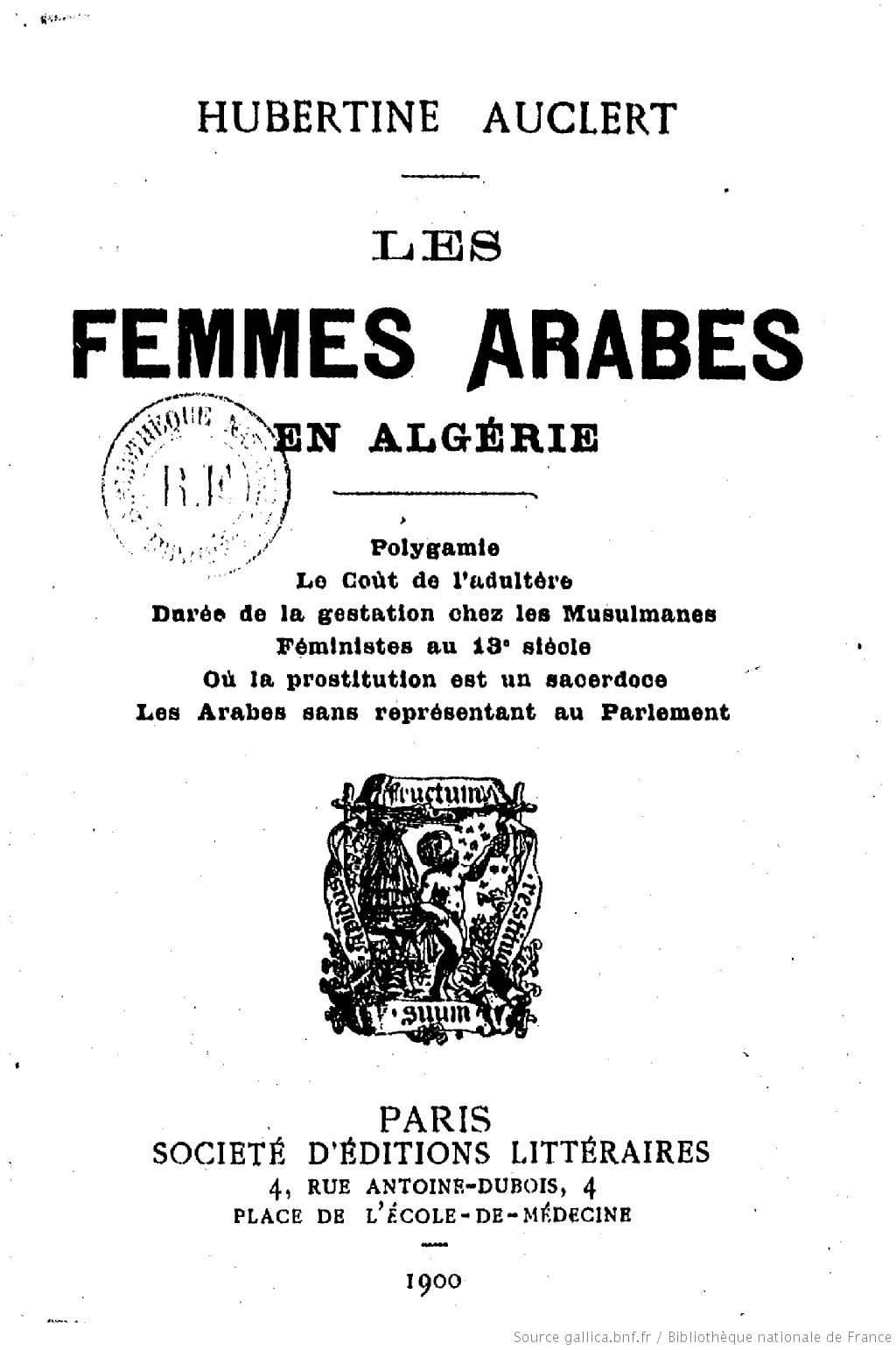
著書『アルジェリアにおけるアラブ人女性 ― 一夫多妻制、姦通の代価、女性イスラム教徒の妊娠期間、売春が聖職とされる18世紀のフェミニスト、議会に代表を持たないアラブ人』(1900年)

1888年、理解者の一人である弁護士のアントナン・レヴリエと結婚。フランス領アルジェリア (1830-1962) への転勤に同行することになり、同じ女性解放運動家のマリア・マルタンを不在中の代理編集長に任命した。アルジェリア滞在中も今度は「アラブ人女性」のために闘い、フランス当局が未成年女性の結婚、特にかなり高齢な男性との結婚や一夫多妻制、棄妻などを認める「アラブの習慣・制度に加担している」と非難した。『女性市民』紙にもまれにだが記事を発表し続け、1891年には「ある女性自由思想家からレオ13世へ」と題する書状を掲載し、「男女同権の教義」を確立するよう要求した。同年、オークレールは『女性市民』紙を続けることが経済的に困難になったため、マリア・マルタンがこれを引き継ぎ、紙名を『女性紙』に変更。『女性市民』紙は実質的に廃刊となった。

## 女性参政権運動

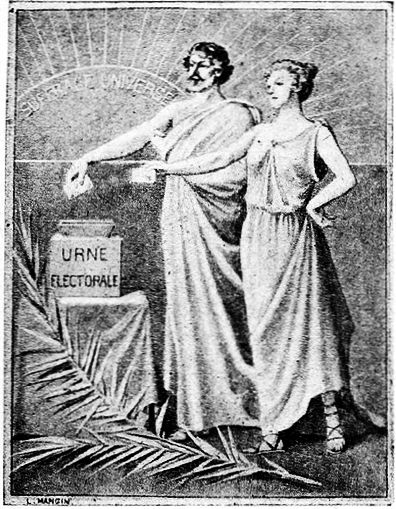
著書『女性の投票』(1908年) の表紙

翌1892年にアントナン・レヴリエが死去し、オークレールは帰国。パリで「貧者の後見人」と「女性の事務局」を結成した。「貧者の後見人」は「絶望者」を精神的に支援するための組織であり、「女性の事務局」は女性たちが自由に意見交換し、無償で助言を得ることができる場であった。『女性市民』紙廃刊後は『ル・マタン』、『アルジェリア急進派』、『ラ・プティット・レピュブリック』、『ラ・フロンド』など他の多くの新聞・雑誌に寄稿した。反ユダヤ主義者（反ドレフュス派）のエドゥアール・ドリュモンが主宰する『リーブル・パロール』にも寄稿したが、これは最初からドリュモンの「宗教には関わらない」と明言した上でのことであった。最も頻繁に寄稿したのは『急進派』で、1986年から1909年まで「フェミニズム」と題するコラムを担当し、人工妊娠中絶の禁止を真っ向から批判し、フランス語の女性化の提案（現代のフランス語における職業名詞の女性化につながる問題提起）をするなど、70～100年後に激しい論争が交わされる問題をすでにいくつも提示している。また、「女性参政権」協会を結成してパリ11区の区役所で毎月会合を行い、政治学者らと女性をめぐる時事問題について議論し、議会に請願書を提出した。1901年には「種蒔く女性」の切手に発想を得て、男女が共に投票する絵が描かれた切手を発行。好評を博し、ポスターも制作された。こうしたオークレールの活動はやがて英米やロシアの女性参政権運動家らに知られ、特に米国とフランスの女性参政権運動の架け橋的な役割を担うようになった。また、ナポレオン法典制定100年の1904年に女性たちに同法典の改正を求めて国民議会前でデモを行うよう呼びかけ、カロリーヌ・コフマンら他のフェミニストとともにナポレオン法典を焼き捨て、1908年の市町村議会議員選挙では、彼女の「合法的な努力」にもかかわらずいまだ女性参政権が実現されないという理由でパリ9区の投票所で投票箱をひっくり返すなど、象徴的でやや過激な行動を取ることもあった。1910年の市町村議会議員選挙では、選挙権も被選挙権もなかったにもかかわらず、他の二人のフェミニスト、ルネ・モルティエ、ガブリエル・シャピュイとともにパリ11区第2選挙区から出馬し、590票を獲得した。彼女の目的は男性のみが選挙権を有する「普遍主義の欺瞞」を暴くことであり、同時にまた、女性議員誕生への一歩を刻むことであった。1912年の市町村議会議員選挙には出馬しなかったが、「女性参政権」協会からさらに多くの女性が立候補し、選挙ポスターなどを通じて女性の被選挙権の重要性を訴えた。
1914年、病気のために活動を中断し、4月8日に死去した。4月13日にペール・ラシェーズ墓地に埋葬され、カロリーヌ・コフマン、マリア・ヴェローヌ、マルグリット・デュランなどフェミニストが多数参列した。
2018年4月、生誕170年を記念し、故郷のサン＝マルセル＝アン＝ミュラに「ユベルティーヌ・オークレール広場」が誕生した。

## 著書
- Les femmes arabes en Algérie (アルジェリアにおけるアラブ人女性), Paris, Société d'éditions littéraires, 1900.
- Le vote des femmes (女性の投票), Paris, V. Giard & F. Brière, 1908.
- Les Femmes au gouvernail (女性の舵取り), Marcel Giard, 1925.
- Hubertine Auclert. Pionnière du Féminisme (ユベルティーヌ・オークレール ― フェミニズムの先駆者), Bleu autour, 2007 - 選集、ジュヌヴィエーヴ・フレース（フランス語版）序文。

## 参考資料
- Christine Bard, Sylvie Chaperon, Dictionnaire des féministes. France - XVIIIe-XXIe siècle, Presses Universitaires de France, 2017
- Noëlline Castagnez, Corinne Legoy, Hubertine Auclert et la naissance du suffragisme, Parlement[s] : revue d’histoire politique : Citoyenneté, république, démocratie en France de 1789 à 1899. Spécial concours - Études de documents, 2-22, pp.153-160, 2014
- Oihana Gabriel, Figures du féminisme: Révoltée, suffragette, sens du happening... Qui était Hubertine Auclert? (18/07/2018)
- Cinquante-ans de féminisme : 1870-1920 / par René Viviani, Henri Robert, Albert Meurgé, [et al.], Ed. de la Ligue française pour le droit des femmes, 1921